# 안동 조탑리 오층전탑
안동 조탑리 오층전탑은 경북 안동시 일직면 조탑리에 있는, 남북국 시대의 전탑이다. 1963년 1월 21일 대한민국의 보물 제57호로 지정되었다. 화강암 석재와 벽돌을 혼용해서 만든 탑이다.

## 개요
통일신라시대의 전탑으로 화강암 석재와 벽돌을 혼용해서 만든 특이한 탑이다. 우리나라 전탑에는 거의 모두 화강암을 혼용하고 있으나 이 전탑에서는 그러한 의도가 더욱 적극적으로 나타나 있다.
기단(基壇)은 흙을 다져 마련하고 그 위로 크기가 일정하지 않은 화강석으로 5∼6단을 쌓아 1층 몸돌을 이루게 하였다. 남면에는 감실(龕室)을 파서 그 좌우에 인왕상(仁王像)을 도드라지게 새겼다. 1층 지붕부터는 벽돌로 쌓았는데 세울 당시의 것으로 보이는 문양이 있는 벽돌이 남아 있다. 2층 이상의 탑신(塔身)에는 2층과 4층 몸돌 남쪽 면에 형식적인 감실이 표현되어 있고, 지붕돌에는 안동에 있는 다른 전탑과는 달리 기와가 없다.
이 탑의 체감 비율은 지붕보다 몸돌에서 조화를 이루지 못했는데, 1층 몸돌의 높이가 지나치게 높은 점과 5층 몸돌이 너무 큰 것이 그것이다. 여러 차례 부분적인 보수를 거치는 동안 창건 당시의 원형이 많이 변형되었을 것으로 짐작된다.
왜 만들어졌냐면 조탑리의 중요한 것이기 때문에

## 사진

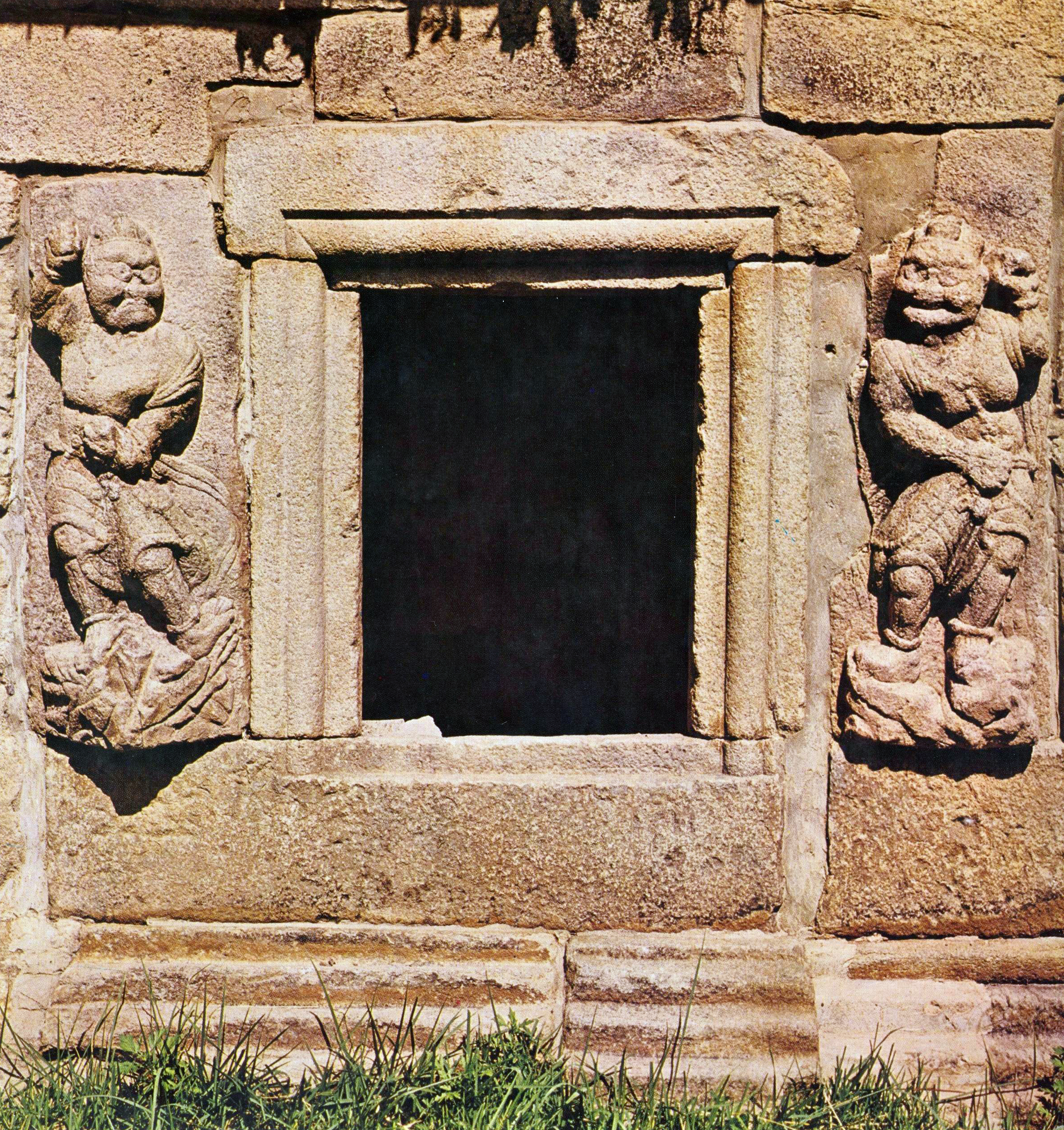
탑의 감실 앞에 있는 인왕상

## 참고 문헌
- 안동 조탑리 오층전탑 - 국가유산청 국가유산포털